# Cerco de Tiana

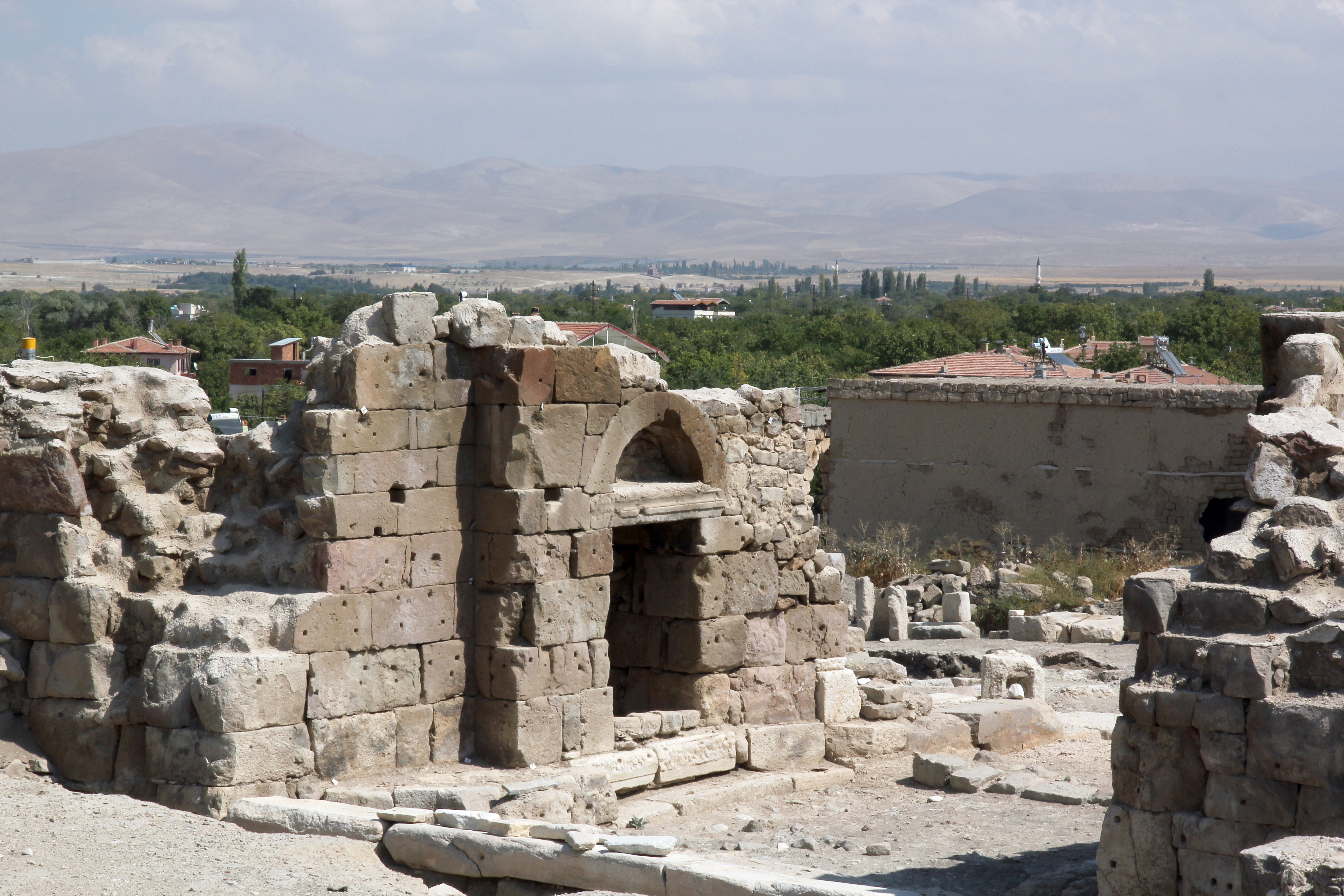
Ruínas de Tiana

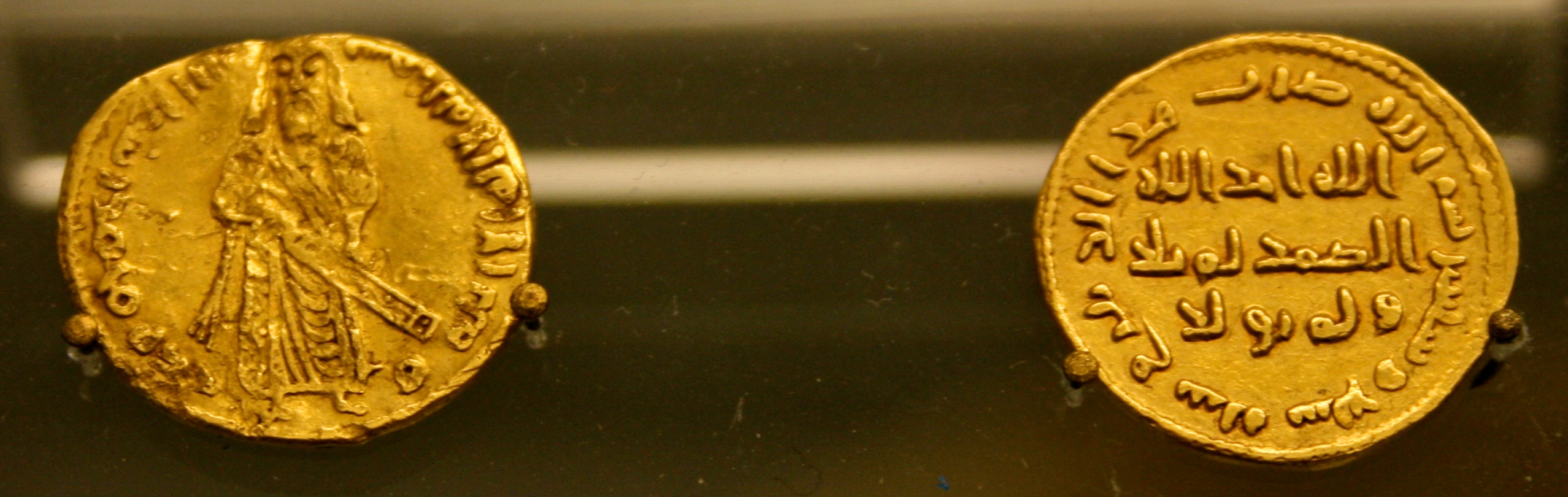
Dinar de ouro de Abedal Maleque ibne Maruane r.

O Cerco de Tiana foi realizado pelo Califado Omíada em 707-708/708-709 em retaliação à pesada derrota omíada sob Maimum, o Mardaíta, nas mãos do Império Bizantino ca. 706. O exército árabe invadiu o território bizantino e liderou cerco à cidade no verão de 707 ou 708. De fato, virtualmente cada uma das extensas fontes paralelas gregas, árabes e siríacas tem uma data diferente. Tiana inicialmente resistiu o cerco com sucesso, e o exército árabe enfrentou grande dificuldade durante o inverno subsequente.
O imperador Justiniano II (r. 685-695; 705-711) enviou um exército de socorro na primavera seguinte, mas os omíadas derrotaram-os, após o que os habitantes foram forçados a render-se. Apesar do acordo de termos, a cidade foi saqueada e amplamente destruída, e segundo as fontes bizantinas suas pessoas foram feitas cativas e deportadas, deixando a cidade deserta.

## Antecedentes
Em 692/693, o imperador bizantino Justiniano II (r. 685-695; 705-711) e o califa omíada Abedal Maleque ibne Maruane (r. 685–705) quebrou uma trégua que existia entre o Império Bizantino e o Califado Omíada desde 679, após o fracasso do ataque omíada à capital bizantina, Constantinopla. Os bizantinos asseguraram grandes vantagens financeiras e territoriais com a trégua, e estenderam-as ainda mais ao explorar o envolvimento omíada na segunda guerra civil muçulmana (680-692). Contudo, por 692, os omíadas claramente emergiram como vitoriosos do conflito, e Abedal Maleque conscientemente começou uma série de provocações para recomeçar a guerra.
Justiniano, confiante de sua força com base em seus sucessos anteriores, respondeu na mesma moeda. Finalmente, os omíadas reclamaram que os bizantinos quebraram o tratado e invadiram o território bizantino, derrotando o exército imperial na batalha de Sebastópolis em 692. Em seu rescaldo, os árabes rapidamente readquiriram o controle sobre a Armênia e recomeçaram seus ataques na zona de fronteira da Anatólia Oriental, que culminou na segunda tentativa de conquistar Constantinopla em 716-718. Além disso, Justiniano foi deposto em 695, começando um período de 20 anos de instabilidade interna que quase trouxe o Estado bizantino de joelhos.

## Campanha árabe contra Tiana
Como parte destes raides árabes, uma invasão sob um certo Maimum al-Gurgunami ("Maimum, o Mardaíta") ocorreu, que atacou a Cilícia e foi derrotado por um exército bizantino sob um general chamado Mariano, próximo de Tiana. A data da expedição é incerta; embora o registro primário de al-Baladuri coloque-o sob Abedal Maleque ibne Maruane (que morreu em 705), é comumente datado em 706 por estudiosos modernos. Segundo Baladuri, este Maimum foi um escravo da irmão do califa Moáuia I (r. 661–680), que fugiu dos mardaítas, um grupo de rebeldes cristãos no norte da Síria. Após a derrota mardaíta, o general Maslama ibne Abedal Maleque ibne Maruane, que ouviu de seu favor, liberou-o e confiou-lhe com um comando militar, e mais tarde jurou vingar sua morte.
Como resultado, Maslama lançou outro ataque que visava Tiana, com seu sobrinho Alabás ibne Alualide como co-comandante. A cronologia da expedição é novamente incerta: o cronista bizantino Teófanes, o Confessor coloca-a em A.M. 6201 (708/709, e possivelmente mesmo 709/710), mas as fontes árabes datam-a em A.H. 88 e 89 (706/707 e 707/708 respectivamente). Como resultado, o cerco foi variadamente datado em 707-708 e 708-709.
Os árabes lideraram cerco à cidade, empregando armas de cerco para bombardear suas fortificações. Eles conseguiram destruir parte do muro, mas foram incapazes de entrar na cidade. Apesar de lançar vários assaltos, os defensores com sucesso os repeliram. O cerco continuou no inverno, e os árabes começaram a sofrer de carência alimentar, então começaram a contemplar o abandono completo do cerco.
Na primavera, contudo, Justiniano II, que fora restaurado no trono bizantino em 705, reuniu um exército de socorro sob os generais Teodoro Carterucas e Teofilacto Salibas e enviou-o em direção a Tiana. Os cronistas bizantinos registram que as tropas regulares estavam complementadas por numerosos aldeões armados, mas carentes de qualquer experiência militar. Isso pode apontar a horrenda limitação do exército bizantino regular, parcialmente como resultado do purgo por Justiniano II dos oficiais de corpos após sua restauração e parcialmente devido as perdas sofridas na guerra com os búlgaros.

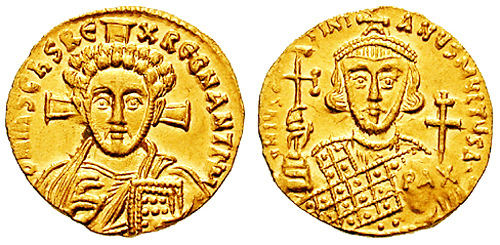
Soldo de Justiniano II (r. 685-695; 705-711)

Com a aproximação do exército de socorro, Tiana foi confrontada pelos árabes, e na batalha que se seguiu, os bizantinos foram derrotados. Segundo Teófanes, os dois generais bizantinos brigaram entre si, e o ataque deles foi desordenado. Os bizantinos perderam milhares, e os cativos também contavam os milhares. Os árabes capturaram o campo bizantino e tomaram todas as provisões que trouxeram junto da cidade sitiada, permitindo-os continuar o cerco. Os habitantes de Tiana desesperaram e como suas provisões encolheram, começaram negociações de rendição. Os árabes prometeram permiti-lhes partir ilesos, e a cidade capitulou após um cerco de nove meses (em março segundo Miguel, o Sírio, em maio-junho segundo Atabari). Teófanes relata que os árabes prometeram e escravizaram a população toda, que foi deportada para o califado, mas nenhuma outra fonte confirma isso. Após saquear a cidade, os árabes arrasaram-na.

## Rescaldo

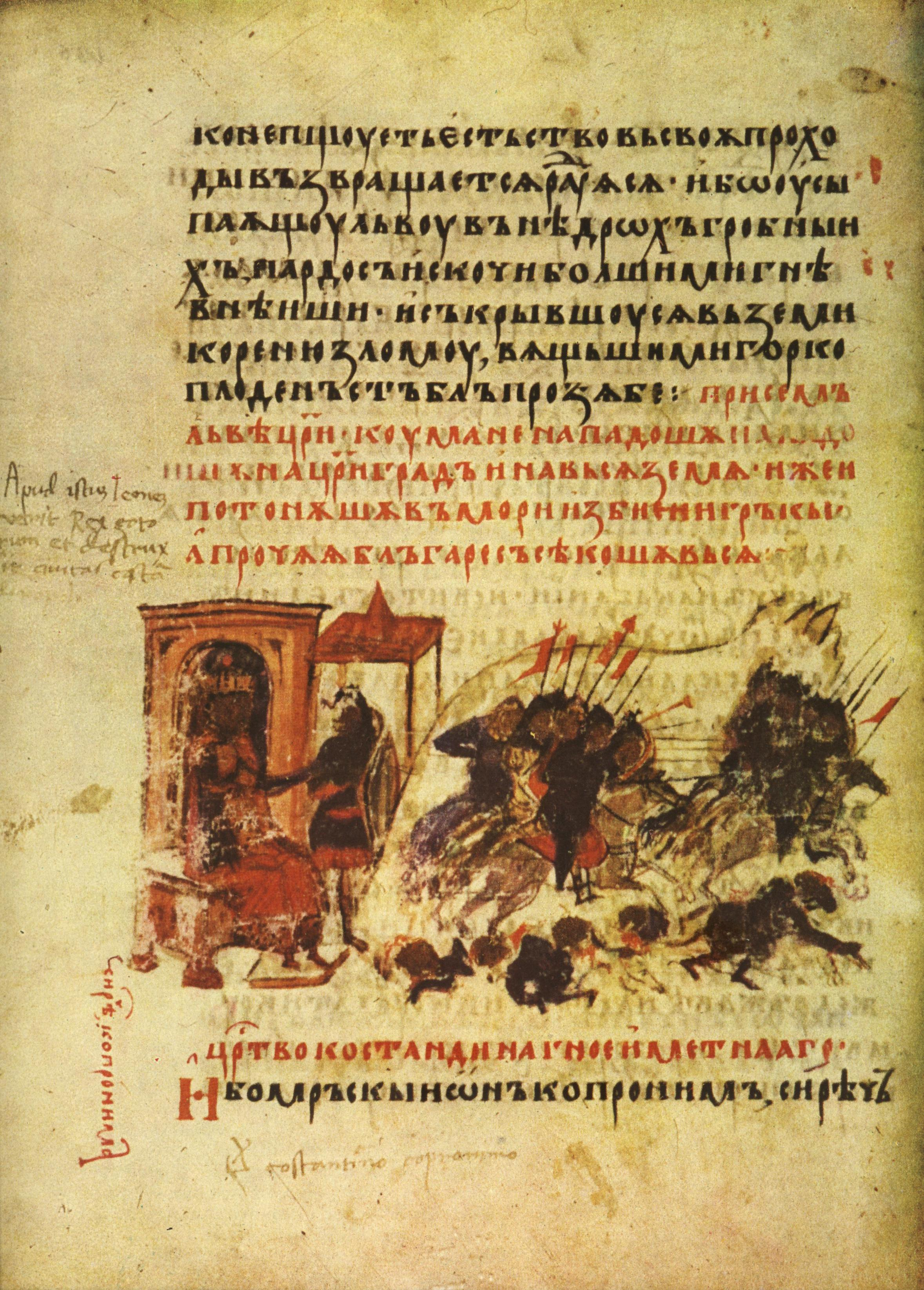
Ataque das tropas de Maslama durante o Cerco de Constantinopla de 717-718, numa tradução búlgara da Crônica de Constantino Manasses (século XII)

Os cronistas relatam que após saquear Tiana, Abas e Maslama dividiram suas forças e fizeram campanha em território bizantino. Novamente, a cronologia, bem como a identidade dos alvos, é incerta. As fontes primárias dão 709 ou 710 como datas, o que poderia significar que estes raides aconteceram no imediato rescaldo de Tiana ou no ano seguinte. Abas saqueou a Cilícia e de lá viraram para oeste tão longe quanto Dorileia, enquanto Maslama cooptou as fortalezas de Camuliana e Heracleia Cibistra próximo de Tiana, ou, segundo outra interpretação das fontes árabes, marchou também a oeste e tomou Heracleia Pôntica e Nicomédia, enquanto algumas de suas tropas atacaram Crisópolis através de Constantinopla.
As invasões árabes continuaram nos anos seguintes, e foram realizadas mesmo enquanto um enorme exército sob Maslama estava sitiando Constantinopla em 717-718. Após o fracasso de seu empreendimento, os ataques árabes continuaram, mas estavam agora concentrados com saque e prestígio, ao invés de conquista total. Embora os ataques omíadas do começo do século VIII foram bem sucedidos em adquirir controle dos distritos de fronteira da Cilícia e região em torno de Melitene, e apesar de sua destruição das fortalezas bizantinas como Tiana nas décadas seguintes, os árabes eram incapazes de estabelecer permanentemente uma presença a oeste do montes Tauro, que assim veio a delinear a fronteira árabe-bizantina pelos próximos dois séculos.